# Mata Setentrional Pernambucana (tiểu vùng)
Mata Setentrional Pernambucana là một tiểu vùng thuộc bang Pernambuco, Brasil. Tiều vùng này có diện tích 2963 km², dân số năm 2007 là 502064 người.